# Sicyonia benthophila
Sicyonia benthophila är en kräftdjursart som beskrevs av De Man 1907. Sicyonia benthophila ingår i släktet Sicyonia och familjen Sicyoniidae. Inga underarter finns listade i Catalogue of Life.